# Cerete
Cerete là một đô thị ở tỉnh Bergamo trong vùng Lombardia của nước Ý, có vị trí cách khoảng 80 km về phía đông bắc của Milano và khoảng 35 km về phía đông bắc của Bergamo. Tại thời điểm ngày 31 tháng 12 năm 2004, đô thị này có dân số 1.521 người và diện tích là 13,9 km².
Đô thị Cerete có các frazioni (đơn vị cấp dưới, chủ yếu là các làng) Cerete Alto, Cerete Basso, và Novezio.
Cerete giáp các đô thị: Bossico, Gandino, Rovetta, Songavazzo, Sovere.